# Erano i capei d'oro a l'aura sparsi

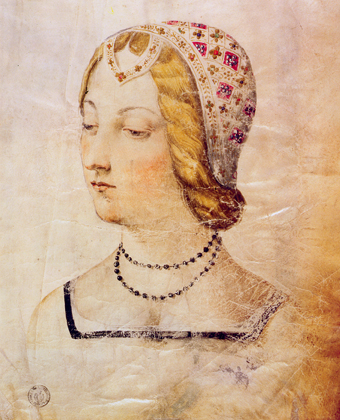
Laura in un disegno custodito presso la Biblioteca Medicea Laurenziana

Erano i capei d'oro a l'aura sparsi è la novantesima lirica (RVF 90), nonché il sonetto LXIX (69), del Canzoniere di Francesco Petrarca, nel quale l'autore loda la bellezza angelica di Laura e giustifica il suo amore verso la donna.

## Testo e parafrasi
| Testo | Parafrasi |
| --- | --- |
| Erano i capei d’oro a l’aura sparsi che ’n mille dolci nodi gli avolgea, e ’l vago lume oltra misura ardea di quei begli occhi, ch’or ne son sì scarsi; e ’l viso di pietosi color’ farsi, non so se vero o falso, mi parea: i’ che l’esca amorosa al petto avea, qual meraviglia se di sùbito arsi? Non era l’andar suo cosa mortale, ma d’angelica forma; e le parole sonavan altro che, pur voce umana; uno spirto celeste, un vivo sole fu quel ch’i’ vidi: e se non fosse or tale, piaga per allentar d’arco non sana. | I biondi capelli di Laura erano sparsi al vento che li avvolgeva in tanti boccoli soavi, e il seducente fulgore di quegli occhi, ora assai meno luminosi, scintillava in maniera straordinaria; e mi sembrava che il viso, non so se davvero o solo nella mia immaginazione, si colorasse di pietà; io, che avevo deposta in cuore l'esca amorosa, c'è forse da meravigliarsi se subito avvampai d'amore? Il suo incedere non era quello di un corpo mortale, ma di un angelo celeste, e la sua voce suonava come qualcosa di diverso dalla voce umana. Uno spirito celeste, un sole splendente, fu ciò che io vidi, e se anche ora non fosse più tale, la ferita non si rimargina allentando l'arco. |

## Analisi della poesia
Il sonetto è costituito da 14 versi, tutti in endecasillabi, divisi in quattro strofe: 2 quartine e 2 terzine. Le rime sono costruite secondo lo schema metrico ABBA, ABBA; CDE, DCE.

### Figure retoriche
Di seguito sono riportate le figure retoriche presenti nel testo:
- un ipallage al verso 5: "pietosi color";
- una sinestesia al verso 2: «dolci nodi»;
- un'iperbole al verso 2: «mille»;
- un iperbato al verso 3 e 4 è un completo stravolgimento del/la frase/verso: che "n mille ... avolgea";
- un poliptoto ai versi 3 e 8: «ardea ... arsi»;
- varie metafore: «d'oro» (al primo verso); «ardea» (v. 3); «esca amorosa» (v. 7); «arsi»
- domanda retorica, all'ottavo verso: «qual meraviglia se di subito arsi?»;
- chiasmo: «uno spirto celeste, un vivo sole» (v. 12);
- epifonema: «piagha per allentar d'arco non sana» (v. 14);
- tre anastrofi: «a l'aura sparsi» (v. 1); «farsi, / non so se vero o falso, mi parea» (vv. 5-6); «non era l'andar suo» (v. 9);
- un'antitesi: «Non era l'andar suo cosa mortale, / ma d'angelica forma» (vv. 9-10);
- un senhal (vedi sotto)
- una paronomasia (vedi sotto).

## Interpretazione

### Ilsenhal: Laura, lauro, l'aura, l'auro

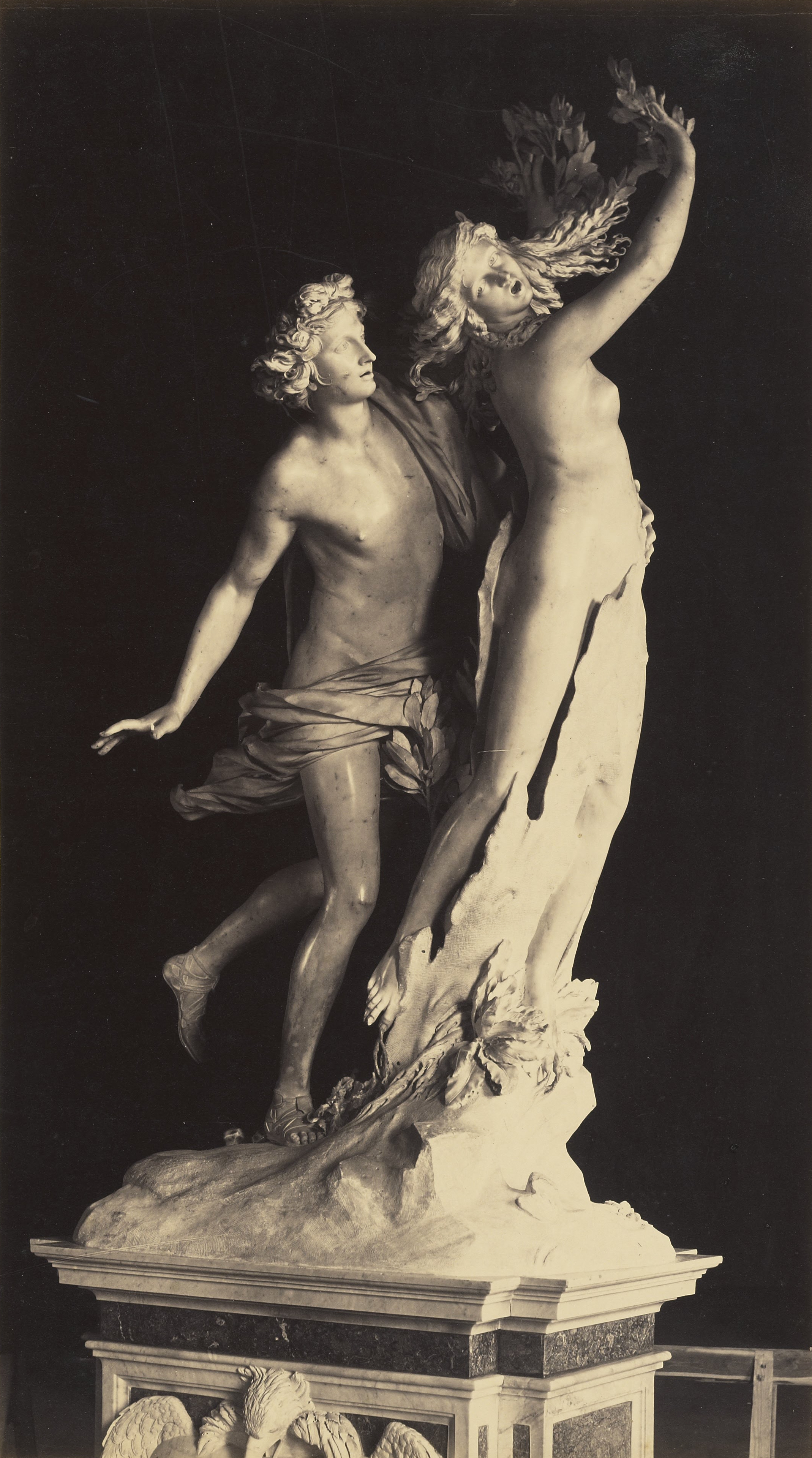
Gian Lorenzo Bernini, Apollo e Dafne (1622-25)

Petrarca inizia il poema con un nome fittizio che allude all'amata, il senhal: questo procedimento in realtà è già presente in altri componimenti del Canzoniere, tuttavia qui moltiplica i propri significati. Vi è infatti un'ambivalenza Laura-l'aura (= l'aria), acuita dalla tradizione medievale secondo la quale non si segnavano gli apostrofi bensì si scriveva di seguito. Di conseguenza, il verso «Erano i capei d'oro a l'aura sparsi» può essere letto sia come «I capelli biondi di Laura erano sparsi» che «I capelli di Laura erano sparsi al vento»: Petrarca, in questo modo, impregna il testo con la propria musa ispiratrice, divenuta ormai una figura tanto sottile quanto onnipresente.
Con il senhal Petrarca allude anche al mito di Dafne, ninfa che, vittima del folle amore del dio Apollo, viene trasformata in un lauro per sottrarsi alla sua corte. Il poeta, assegnando alla donna amata un nome così radicato nella mitologia greca, intende quindi incarnarsi in Apollo, dio di tutte le arti e quindi anche della poesia. Non a caso, il lauro (risultato della metamorfosi di Dafne) è anche un simbolo di gloria e trionfo letterario, tanto che la massima ambizione per Petrarca era quella di essere incoronato con l'alloro poetico.
Vi sono due ulteriori significati che si celano dietro questo frutto del genio petrarchesco. L'aura può essere infatti intesa anche come l'aurora, l'inizio di un nuovo giorno; questa analogia simboleggia infatti il rinnovamento tanto ambito da Petrarca. Inoltre, l'auro è anche un latinismo per «oro», emblema della purezza che assurge anche al colore dei capelli di Laura, ad indicare un sentimento puro avulso dalla volgarità e dalla mediocrità.

### Paronomasia,bisticciooannominazione
In realtà il tentativo di interpretazione del senhal provenzale è interessante al solo scopo disquisitorio, di erudizione e di teorizzazione della finzione che si attua nel dire "l'aura" al posto di "Laura" (maniera di derivazione provenzale).
Tuttavia, ad una ri-comprensione e revisione generale della teoria più su riportata, risulta evidente che il "senhal" è una figura retorica impropria per il celebre verso di Petrarca. Pare opportuno concordare, invece, con la spiegazione data dallo scrittore Dante Cerilli, il quale, in un pubblico discorso, ha sostenuto che più appropriata attribuzione retorica è quella di "figura paronomastica", cioè la figura retorica che associa e allude a parole che hanno scrittura simile (e/o radice etimologica simile), ma non identica e, in verità, un suono identico e un significato letterale diverso (appunto "l'aura" è omofono di "Laura", ma ciascuno con un proprio significato non coincidente). In tal senso si opera un bisticcio, un'assonanza terminologica e una sincresi di nomi, ovvero un'annominazione.

### Il tema della memoria
Decisivo appare in questo sonetto un dettaglio che distingue il pensiero di Petrarca da quello dei poeti stilnovisti, come Guinizzelli o Cavalcanti: è sì presente il tema della donna-angelo, intermediaria fra l'uomo e Dio, ma qui è stato rielaborato secondo i dettami della poesia petrarchesca. Mentre il Dolce Stil Novo la descrive con immediatezza oggettiva, come se fosse sotto gli occhi del poeta quand'egli ne parla, per Petrarca la stessa donna è proiettata in un passato imprecisato, in una presenza che si consolida solo nei ricordi del poeta.
Non a caso il tempo verbale scelto da Petrarca è l'imperfetto, al quale viene coniugata la quasi totalità dei verbi presenti: «erano», «avolgea», «ardea» ... Al presente viene invece assegnato un ruolo marginale, essendo utilizzato solo per le frequentissime espressioni di dubbio che attanagliano la psiche del poeta: «non so se vero o falso», «se non fosse or tale».
Questa diversa concezione è sottolineata nel diverso utilizzo del verbo «parere» che fanno Dante ed il poeta aretino. Beatrice nella Vita Nuova appare (pare) gentile ed onesta, è evidente che lo sia; Laura invece presenta delle connotazioni angeliche puramente iperboliche (così come era nella lirica siciliana), tanto che viene collocata in una dimensione interamente soggettiva, lacerata dal dubbio e dalla titubanza del poeta («che l'esca amorosa al petto avea, / qual meraviglia se di subito arsi?», vv. 7-8).